# 國際展示場站
國際展示場站（日语：／ Kokusai-tenjijō eki */?）是位於日本東京都江東區有明，屬於東京臨海高速鐵道（TWR）臨海線的鐵路車站。臨海線官方網站記載的路線圖帶有「（東京Big Sight）」的括號。車站編號是R 03。本站與東京臨海新交通臨海線（百合鷗）有明站是互相轉乘站。

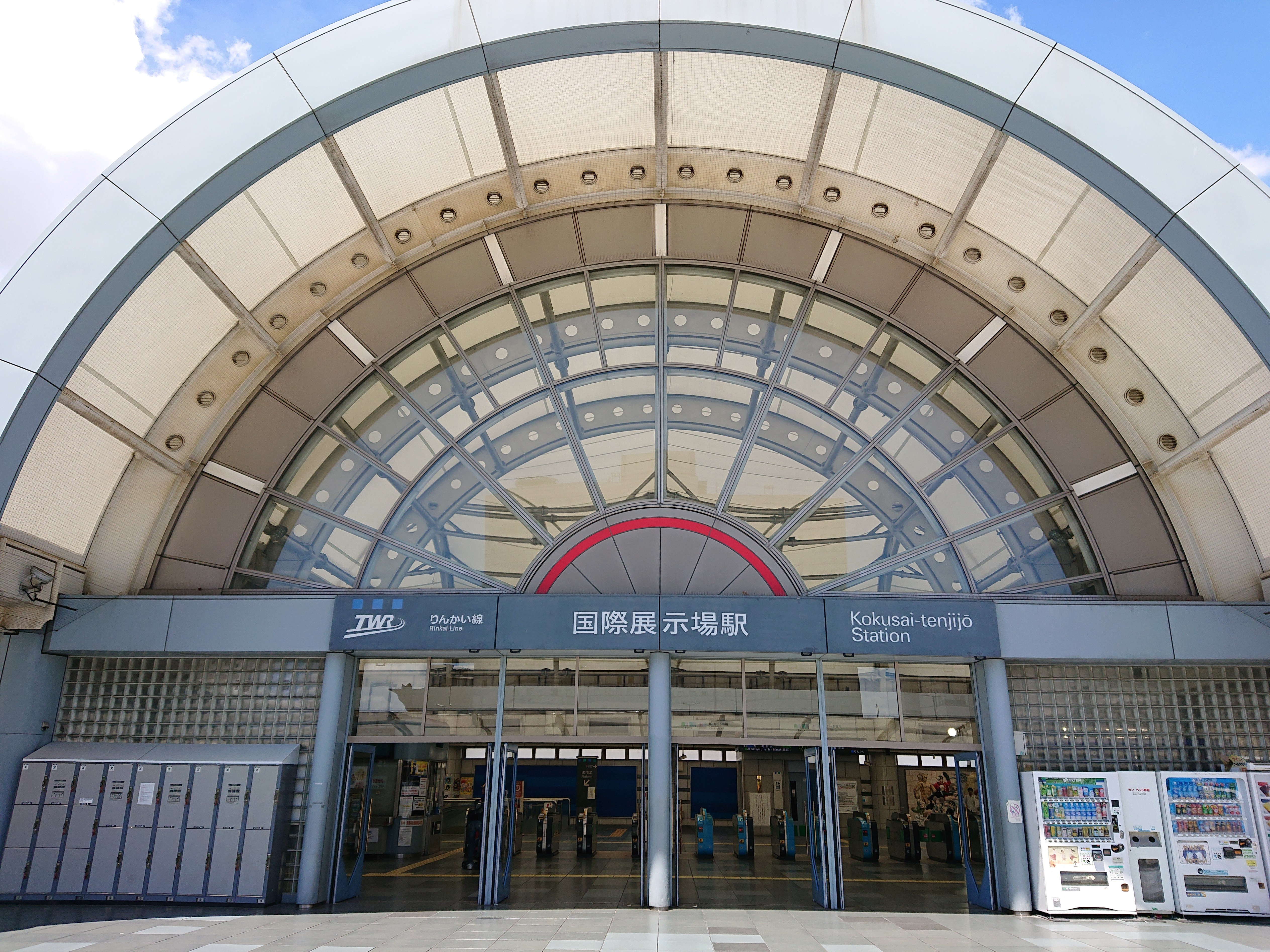
車站入口（2019年8月）

## 車站構造
本站是地下車站，月台採島式1面2線的設計。本站原屬日本國有鐵道（日本國鐵）京葉貨物線的隧道，早在臨海線建造前已落成。但由於原本沒有在此設站的計劃，臨海線建造時需要拆卸本站部份隧道然後重新興建。而由於本站是前往東京國際展示場其中一個主要車站，為了舒緩東京國際展示場舉辦展覽時的大量人流，地面大廳非常廣闊，且天井較高，增加車站的空間感。

### 月台配置
| 月台 | 路線   | 方向 | 目的地                 |
| ---- | ------ | ---- | ---------------------- |
| 1    | 臨海線 | 下行 | 大井町、大崎、新宿方向 |
| 2    | 臨海線 | 上行 | 新木場方向             |

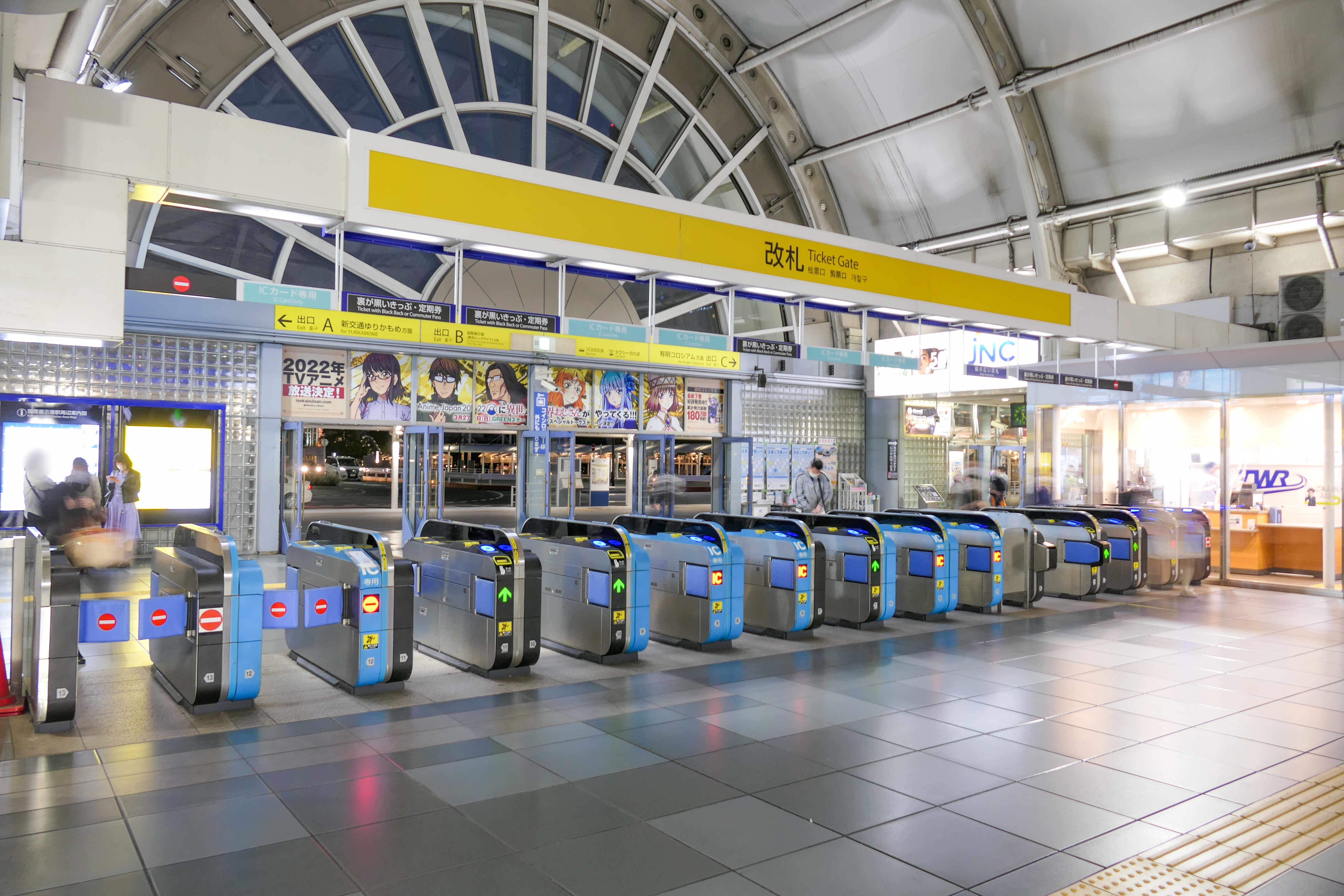
驗票閘口（2022年3月）
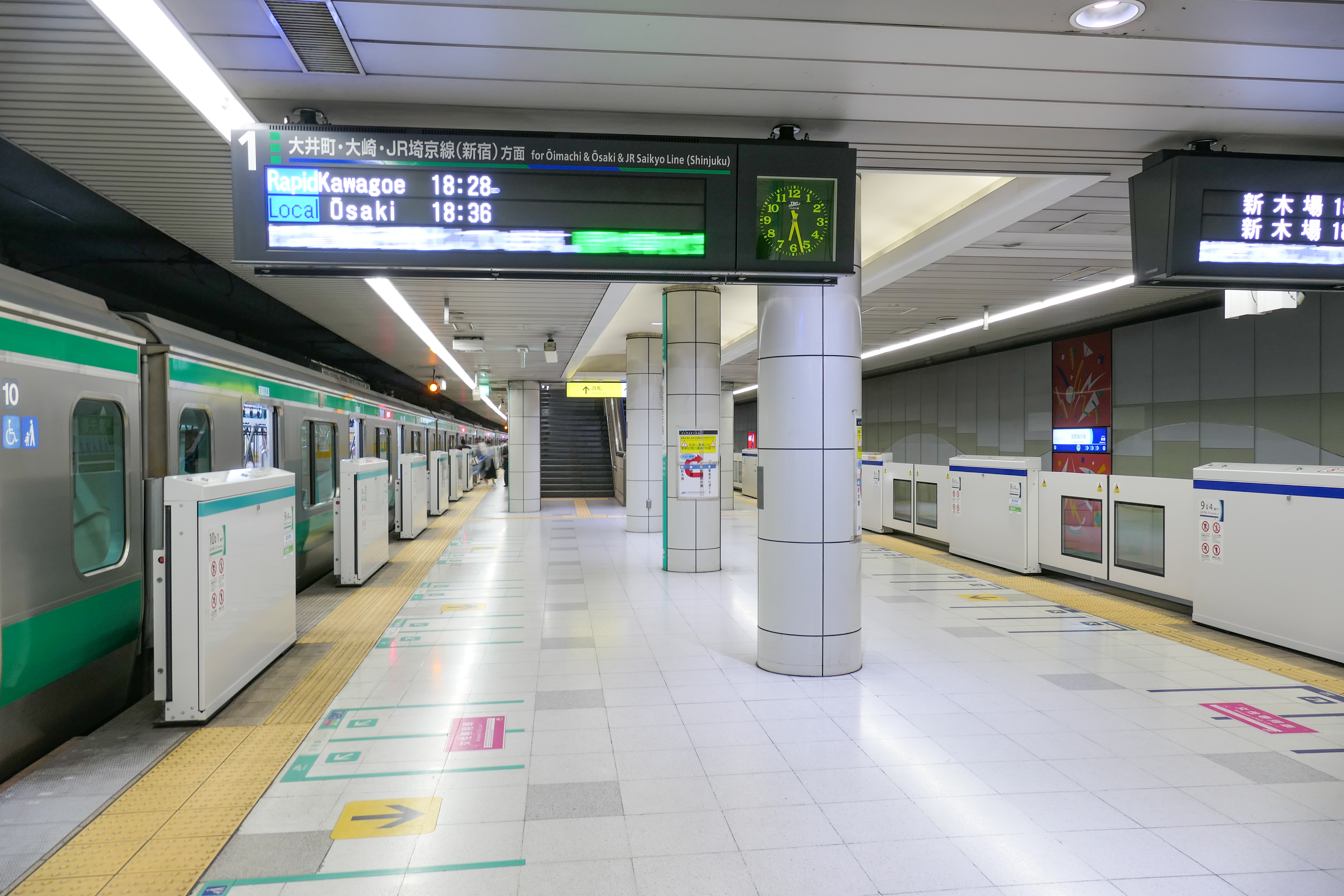
月台（2022年3月）
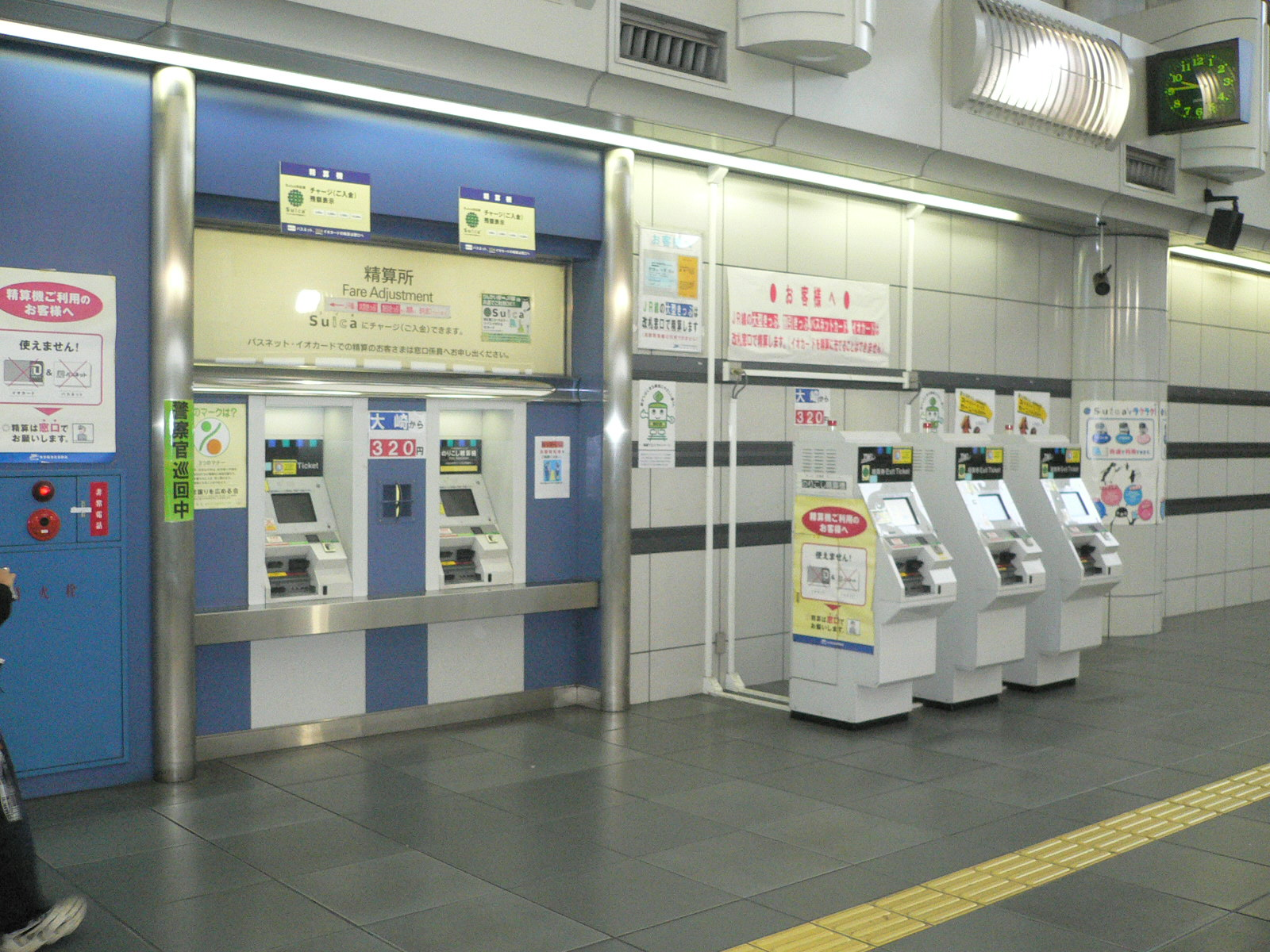
站內補票機
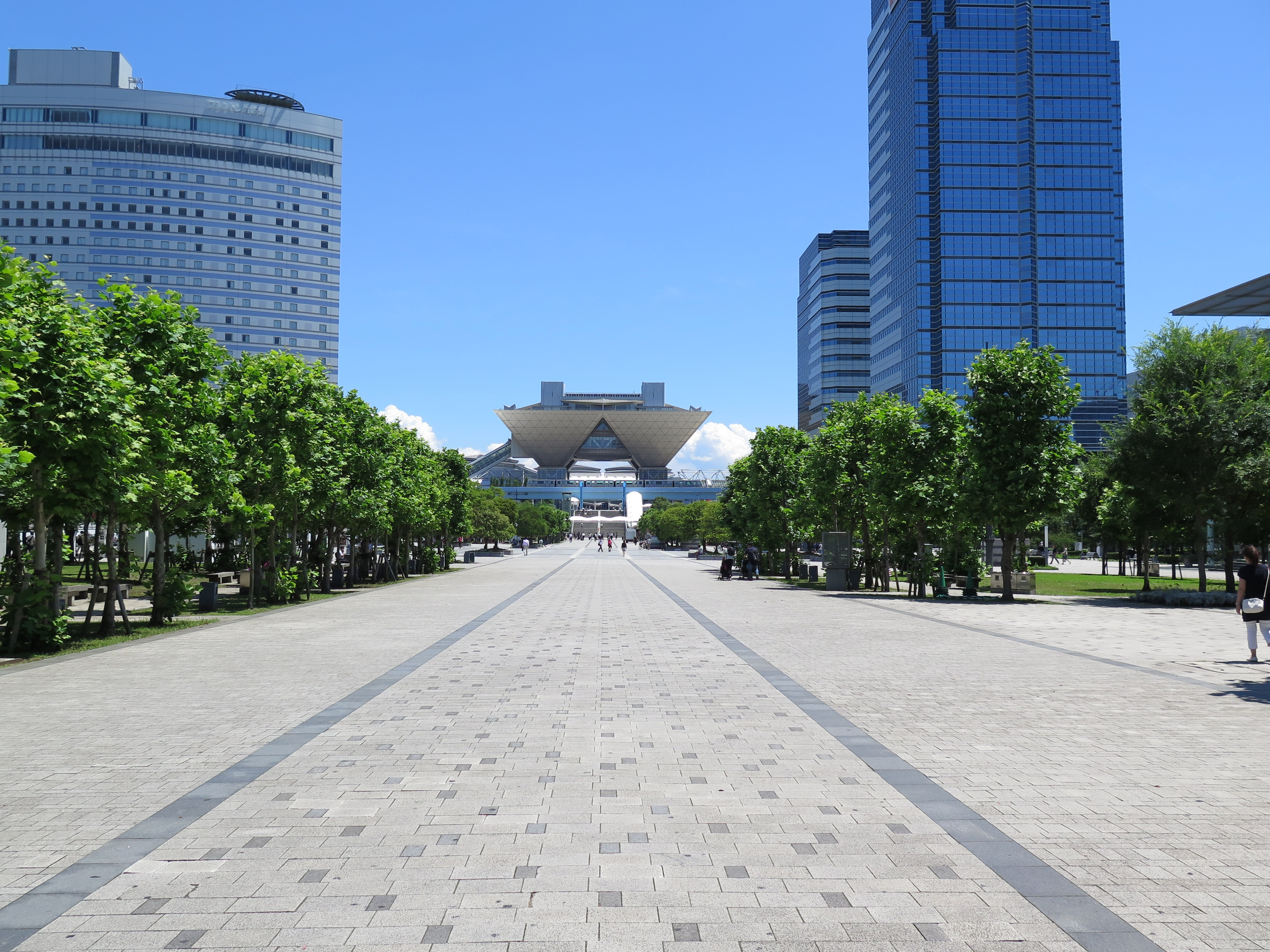
東京國際展示場远景

## 利用狀況
2016年（平成28年）度的1日平均上車人次為34,238人（臨海線內8個車站當中排行第3位）。
各年度的1日平均上車人次如下表。
| 年度               | 1日平均 上車人次 | 來源     |
| ------------------ | ---------------- | -------- |
| 1996年（平成08年） | 4,751            | [ * 1 ]  |
| 1997年（平成09年） | 5,126            | [ * 2 ]  |
| 1998年（平成10年） | 5,205            | [ * 3 ]  |
| 1999年（平成11年） | 5,959            | [ * 4 ]  |
| 2000年（平成12年） | 6,926            | [ * 5 ]  |
| 2001年（平成13年） | 7,362            | [ * 6 ]  |
| 2002年（平成14年） | 9,112            | [ * 7 ]  |
| 2003年（平成15年） | 13,913           | [ * 8 ]  |
| 2004年（平成16年） | 15,770           | [ * 9 ]  |
| 2005年（平成17年） | 18,959           | [ * 10 ] |
| 2006年（平成18年） | 19,225           | [ * 11 ] |
| 2007年（平成19年） | 22,426           | [ * 12 ] |
| 2008年（平成20年） | 23,997           | [ * 13 ] |
| 2009年（平成21年） | 23,666           | [ * 14 ] |
| 2010年（平成22年） | 23,267           | [ * 15 ] |
| 2011年（平成23年） | 23,860           | [ * 16 ] |
| 2012年（平成24年） | 29,100           | [ * 17 ] |
| 2013年（平成25年） | 32,103           | [ * 18 ] |
| 2014年（平成26年） | 33,308           | [ * 19 ] |
| 2015年（平成27年） | 35,679           | [ * 20 ] |
| 2016年（平成28年） | 34,238           |          |

## 歷史

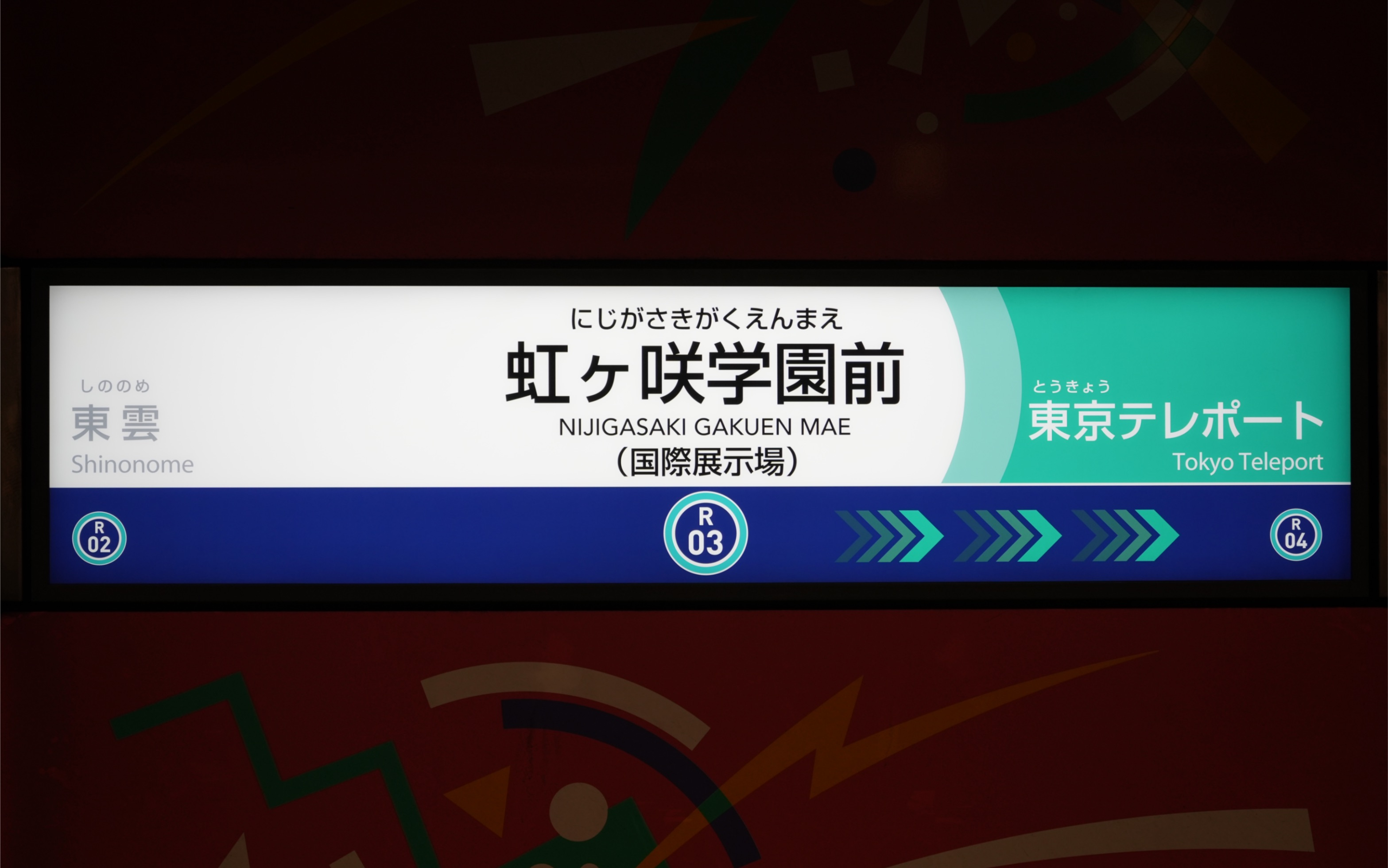
虹咲學園前（国際展示場）車站

- 1996年（平成8年）3月30日－與臨海副都心線（新木場－東京電訊港段）一同開業。
- 1997年（平成9年）－獲選關東車站百選（第1回）。
- 2000年（平成12年）9月1日－臨海副都心線改稱為臨海線。
- 2002年（平成14年）12月1日－智能卡系統Suica投入服務。
- 2018年（平成30年）9月30日－屏蔽門投入使用。
- 2022年（令和4年）12月24日－在紀念全線開通二十週年，與《Love Live! 虹咲學園學園偶像同好會》的聯動活動中，下行線1號站台的站名牌改為「虹咲學園前」（日语：虹ヶ咲学園前）至2023年3月31日。

## 相鄰車站
東京臨海高速鐵道
  臨海線
■通勤快速、■快速、■各站停車（任何列車在臨海線內均為各站停車）
東雲（R 02）－國際展示場（R 03）－東京電訊（R 04）

### 統計資料
東京都統計年鑑
1. ↑  .   [2018-04-24]. （原始内容存档于2013-02-03）.
2. ↑  .   [2018-04-24]. （原始内容存档于2016-03-04）.
3. ↑  東京都統計年鑑（平成10年）PDF
4. ↑  東京都統計年鑑（平成11年）PDF
5. ↑  .   [2018-04-24]. （原始内容存档于2016-03-04）.
6. ↑  .   [2018-04-24]. （原始内容存档于2016-03-04）.
7. ↑  .   [2018-04-24]. （原始内容存档于2017-07-29）.
8. ↑  .   [2018-04-24]. （原始内容存档于2017-07-29）.
9. ↑  .   [2018-04-24]. （原始内容存档于2017-07-29）.
10. ↑  .   [2018-04-24]. （原始内容存档于2017-07-29）.
11. ↑  .   [2018-04-24]. （原始内容存档于2017-07-29）.
12. ↑  .   [2018-04-24]. （原始内容存档于2017-07-29）.
13. ↑  .   [2018-04-24]. （原始内容存档于2017-07-29）.
14. ↑  .   [2018-04-24]. （原始内容存档于2016-03-26）.
15. ↑  .   [2018-04-24]. （原始内容存档于2016-03-27）.
16. ↑  .   [2018-04-24]. （原始内容存档于2016-03-25）.
17. ↑  .   [2018-04-24]. （原始内容存档于2016-03-27）.
18. ↑  .   [2018-04-24]. （原始内容存档于2016-03-22）.
19. ↑  .   [2018-04-24]. （原始内容存档于2017-07-30）.
20. ↑  .   [2018-04-24]. （原始内容存档于2018-11-09）.

## 外部連結
- 國際展示場站 （页面存档备份，存于） - 東京臨海高速鐵道

Template:東京臨海副都心景點